# 491 до н. е.

## Події
- Початок правління Леоніда у Спарті.
- У Римській республіці сенаторами обрані Марк Мінуцій Авгурін і Авл Семпроній Атратін. У Римі вирував голод

### Астрономічні явища
- 9 травня. Повне сонячне затемнення.[1]
- 3 листопада. Кільцеподібне сонячне затемнення.[1]

## Померли
- Гіппократ (тиран Гели)